# Tuscaloosa (Schiff, 1934)
Die USS Tuscaloosa war ein Schwerer Kreuzer der United States Navy aus der Zeit des Zweiten Weltkrieges. Das Schiff gehörte zur New-Orleans-Klasse, die insgesamt sieben Schiffseinheiten umfasste. Die offizielle Registernummer war CA 37, wobei die Buchstaben CA für Schwerer Kreuzer steht (engl.: Cruiser, Armored) und die Zahl 37 die laufende Ordnungsnummer für alle Kreuzerbauten ist.

## Geschichte
Im Jahr 1930 geordert, wurde der Kreuzer ab 1931 in New York bei der New York Shipbuilding Co. in Camden gebaut (Antriebsanlage: Westinghouse), lief am 15. November 1933 vom Stapel und wurde am 17. August 1934 in Dienst gestellt.
Im Dezember 1939 nahm der Kreuzer die Besatzung des deutschen Passagierschiffes Columbus auf, nachdem dieses in aussichtsloser Lage selbst versenkt worden war.
1940 und 1941 diente die Tuscaloosa dem damaligen US-Präsidenten Franklin D. Roosevelt mehrfach als Reiseschiff zu verschiedenen Konferenzen. Im Mai 1942 diente sie zusammen mit anderen US-Kriegsschiffen dem Nordmeergeleitzug PQ 16 als Fernsicherung. Zuletzt begleitete das Schiff den auf der Augusta reisenden Präsidenten im August 1941 zum Treffen mit dem britischen Premierminister Winston Churchill zur Verhandlung der Atlantik-Charta. Im Gegensatz zu ihren Schwesterschiffen, die während des Zweiten Weltkrieges mit schweren Verlusten im Pazifikkrieg eingesetzt wurden, blieb die Tuscaloosa bis 1944 im Bereich Atlantik und Europa. Dort nahm sie zwar an verschiedenen Operationen teil, war aber niemals in ernsthafte Auseinandersetzungen mit deutschen beziehungsweise anderen feindlichen Streitkräften verwickelt. Einziger relevanter Waffeneinsatz waren Beschießungen während der alliierten Landungen in Nordafrika im November 1942. Erst 1945 verlegte die Tuscaloosa in den Pazifik und nahm noch an den Landungsoperationen der Japan vorgelagerten Inseln teil (Iwo Jima im Februar 1945 und Okinawa im April 1945), die jedoch für den Kreuzer unspektakulär verliefen.
Nach dem Kriegsende transportierte das Schiff US-Truppen zurück in die Heimat und wurde bereits am 13. Februar 1946 endgültig außer Dienst gestellt. Am 1. März 1959 wurde die Tuscaloosa aus der Verwendungsliste der US Navy gestrichen. Nach dem Verkauf am 25. Juni 1959 an eine Firma aus Boston wurde im Juli 1959 in Baltimore mit dem Abwracken des Kreuzers begonnen.

## Technik
Die Tuscaloosa entsprach in ihren technischen Daten weitgehend dem Typschiff New Orleans und der gleichnamigen Klasse. Die Bewaffnung des Schiffes bestand aus drei Drillingstürmen mit Geschützen vom Kaliber 203 mm (8 Zoll) Kal. 55 Mk. 12 und acht Einzellafetten mit Mehrzweckgeschützen vom Kaliber 127 mm (5 Zoll) Kal. 25 Mk. 19. Daneben gab es im Krieg laufend verstärkte leichte Rohrwaffen zur Flugabwehr und bis zu vier Schwimmer-Bordflugzeuge (zunächst Typ Vought O3U Corsair, ab 1936 Typ Curtiss SOC Seagull), für die zwei Katapulte und ein Hangar vorhanden waren. Torpedorohre führte sie – wie alle Schweren Kreuzer der US Navy im Zweiten Weltkrieg – nicht. Die Tuscaloosa gehörte der zweiten Baugruppe der Klasse (CA-37, 38) an, die über ein leichteres 203-mm-Geschütz mit einer kleineren Barbette (20 statt 21 Fuß) und einem geringfügig kompakteren Turm verfügte. Die dadurch erzielte Gewichtsersparnis wurde für eine Verstärkung der Barbettenpanzerung (6,5 statt 5 Zoll) genutzt.
Die Tuscaloosa war im Übrigen das erste Kriegsschiff der US Navy, das im Einsatz im Atlantik mit einem magnetischen Eigenschutz (degaussing cable) ausgestattet war (seit Juni 1940).
Die Besatzung im Krieg betrug 128 Offiziere und 1.054 Mannschaften, zusammen fast 300 Mann mehr als in Friedenszeiten. Die Antriebsanlage der Tuscaloosa ermöglichte mit 107.000 wPS Leistung (acht Babcock & Wilcox-Kessel, 87.200 sqft Heizfläche, 320 psi Druck, 572 °F Temperatur, vier Westinghouse-Getriebeturbinen) auf vier Schrauben (Durchmesser je 12 Fuß, je vier Blätter) eine Höchstgeschwindigkeit von 32,7 kn. Die Rumpflänge betrug 578 Fuß in der Wasserlinie und 588 Fuß über alles, die Breite 61 Fuß 10 Zoll, der Tiefgang 19 1/2 bis 25 Fuß. Die Wasserverdrängung war 9.950 ts Standard und voll beladen bis zu 13.700 ts (1945). Die Seitenpanzerung war 5 Zoll dick. Die Baukosten werden offiziell mit 11,3 Mio. Dollar (1934) angegeben.
Insgesamt stellte die kompakte Bauweise einen Fortschritt gegenüber älteren Schweren Kreuzern hinsichtlich Bewaffnung und Schutz dar, doch war die Tuscaloosa von Indienststellung an toplastig und mit Übergewichtsproblemen behaftet. So war sie im Vorschiffsbereich nass (überspült) und hatte eine stärkere Rollneigung bei schlechtem Wetter. Ein Foto aus Friedenszeiten in der Magellanstraße zeigt den Kreuzer zum Beispiel trotz nur mäßig rauer See mit seinem Vorschiff fast komplett unter Wasser. Zudem war aufgrund der niedrigeren Brennstoffvorräte (rund 2.100 bis 2.200 ts) der Einsatzradius begrenzt (kriegsmäßig 7.110 sm bei 15 kn, 5.280 sm bei 20 kn).

## Anstrich und Ausrüstung
Ab Anfang 1942 präsentierte sich die Tuscaloosa in einem gefleckten Tarnanstrich (sog. splotch design nach Measure 12 mod im offiziellen US-System zur Schiffstarnung, Farben waren auf den Vertikalflächen von unten nach oben seeblau = sea blue 5-S, ozeangrau = ocean grey 5-O und dunstgrau = haze grey 5-H, mit unregelmäßigen fleckenähnlichen Trennlinien). Die Luftabwehrbewaffnung bestand bereits aus 16 28-mm-Rohren in vier Vierlingen und 16 Einzelflak 20-mm-Oerlikon, als Radare waren SC-1 zur Luftsuche, ein SG zur Seesuche und zwei Mk 3 zur Feuerleitung für die Hauptartillerie an Bord. Im April 1944 wurde das Schiff in Boston in ähnlicher Weise wie die verbliebenen Schwesterschiffe modernisiert, wobei vor allem die Brücke vereinfacht und Aufbauten zur Verringerung der Topplast kompakter und niedriger gestaltet wurden. Der Steuerbordkran wurde von Bord gegeben. Gleichzeitig wurden die Radarausrüstung (Ausrüstung nunmehr: SK zur Luftsuche als Ersatz für SC-1 auf dem Vormast, 2 × SG zur Seesuche, je 2 × Mk 12 und Mk 3 zur Feuerleitung) und die leichte Flak (nunmehr 6 × 4 Bofors 40 mm als Ersatz für die früheren 28-mm-Vierlinge und 26 × 20-mm-Oerlikon-Einzelrohre) erheblich verstärkt. Der Anstrich war bereits seit Herbst 1942 ein sogenannter graded design nach Measure 22 mit marineblauem (navy blue 5-N) Unterrumpf und dunstgrauem (haze grey, 5-H) Oberrumpf und Aufbauten und blieb zunächst unverändert.
Im November 1944 wurde die Tuscaloosa ein letztes Mal nachgerüstet. Das leichtere Mk-28-Radar ersetzte Mk 12 auf den Mk-33-Feuerleitgeräten für die 5-Zoll-Geschütze, und der Anstrich wechselte in ein helles dazzle design nach Measure 33 Design 13D (siehe das Werftbild), ein komplexes asymmetrisches Tarnmuster aus zwei Farben, dessen ozeangraue (ocean gey 5-O) Flächen auch über das Deck geführt wurden. Die Kontrastfarbe war auf den Vertikalflächen marineblau (navy blue 5-N) und auf den Horizontalflächen schwarzblau (deck blue 20-B). Es war im Übrigen weitgehend identisch mit dem auf dem Schwesterschiff San Francisco im Jahr 1944. Bei Kriegsende 1945 präsentierte sich die Tuscaloosa dann wieder in Measure 22, 1946 bei ihrer Außerdienststellung im einheitlichen Friedensgrau des measure 13 (dunstgrau = haze grey 5-H über alle vertikalen Flächen). Auf der Tuscaloosa wurde weder ein pencil-beam-Jägerleitradar eingebaut (geplant war SP) noch ein Katapult zur Gewichtsreduzierung abgegeben, wie auf Schwesterschiffen vorgesehen bzw. verwirklicht.

## Auszeichnungen
Die Tuscaloosa erhielt sieben Battle Stars für ihren Kriegseinsatz, den sie ohne relevante Schäden oder Verluste, aber auch ohne Einzelerfolge überstand.

## Modelle
2008 wurde erstmals ein Spritzguss-Plastik-Modellbausatz der Tuscaloosa auf den Markt gebracht (Maßstab 1:700, Aussehen 1942).